# Europese Spaarrichtlijn
De Europese Spaarrichtlijn (2003/48/EG) is een Europese richtlijn voor lidstaten van de Europese Unie, waarmee beoogd wordt de lidstaten regelgeving te laten implementeren met betrekking tot belastingheffing op spaargeld in het buitenland. De richtlijn is van kracht sinds 1 juli 2005.
In Europa bestaat er vrij verkeer van kapitaal dankzij de gemeenschappelijke markt. Een gevolg hiervan is echter de vlucht van kapitaal naar belastingparadijzen. De Europese Spaarrichtlijn beoogt hieraan een halt toe te roepen. Om haar doelstelling te verwezenlijken, voorziet de Europese spaarrichtlijn in verplichtingen naar financiële instellingen toe. Deze moeten op automatische wijze informatie uitwisselen over uitbetalingen die gebeuren naar andere Europese burgers. Zo wordt het mogelijk de inkomsten te belasten volgens de nationale wetgeving van het land waar de Europese burger woonachtig is.
Omdat het gaat om een richtlijn moest de regelgeving eerst worden omgezet naar nationale wetgeving. Dit gebeurde in België bij wet van 17 mei 2004 en in Nederland bij wetswijziging van 26 mei 2005. Voor België (tot 2009), Oostenrijk en Luxemburg geldt een overgangsperiode; deze lidstaten ontvangen wel informatie, maar geven er zelf geen. Deze lidstaten passen wel het principe van de woonstaatheffing toe.